# کری هریسون (نویسنده)
کری هریسون (انگلیسی: Carey Harrison؛ زادهٔ ۱۹ فوریهٔ ۱۹۴۴) رمان‌نویس و نمایشنامه‌نویس اهل بریتانیا است.
از فیلم‌ها یا مجموعه‌های تلویزیونی که وی در آن‌ها نقش داشته‌است، می‌توان به فروید اشاره نمود.